# Cappuccetto rosso (film 2006)
Cappuccetto rosso (Red Riding Hood) è un film musicale del 2006 diretto da Randal Kleiser.